# Hagiomantis ornata
Hagiomantis ornata es una especie de mantis de la familia Hymenopodidae.

## Distribución geográfica
Se encuentra en Bolivia, Guayana Francesa y Surinam.